# Kyugrad

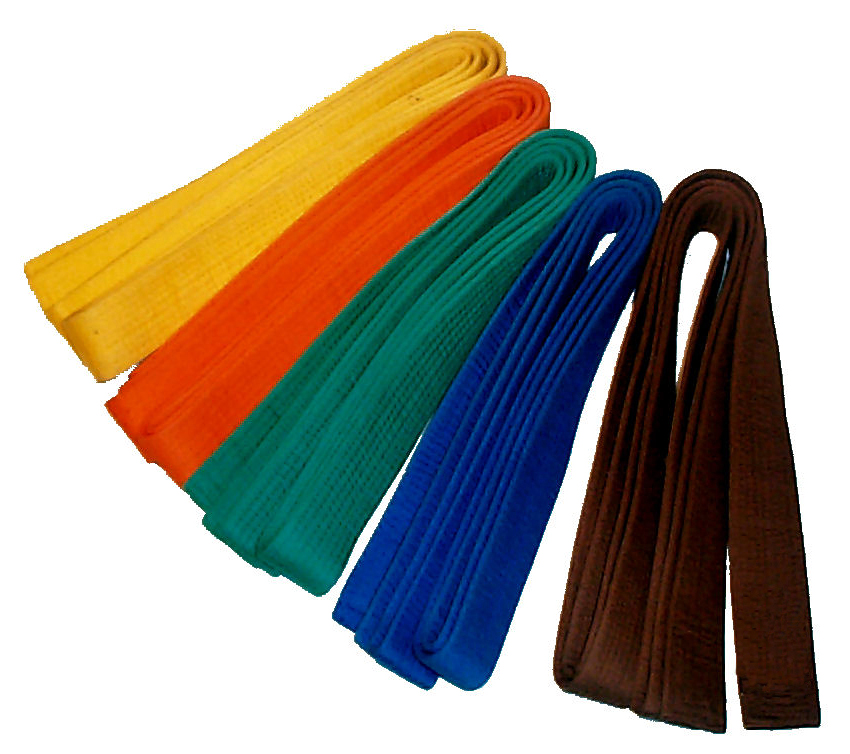
olikfärgade kyū-bälten.

Kyū (級) är en japansk term i system, som bland annat används inom stridskonst, chadō, ikebana, go, shogi, akademiska prov och annan liknande aktivitet för att fastställa olika grad, nivå eller klass av färdighet, kunskap eller erfarenhet. Kyū betecknar där olika steg på en skala hos utövare som ännu inte blivit dangraderade eller "fått svart bälte". Sådana utövare med kyūgrad kallas ofta mudansha (無段者).

## Historik
Under 1880-talet började beteckningarna dan för jūdō och kyū för kendō användas i Japan. På 1890-talet instiftade Dai Nippon Butoku Kai formellt ett dan och kyū rangsystem för kampsport i Japan.

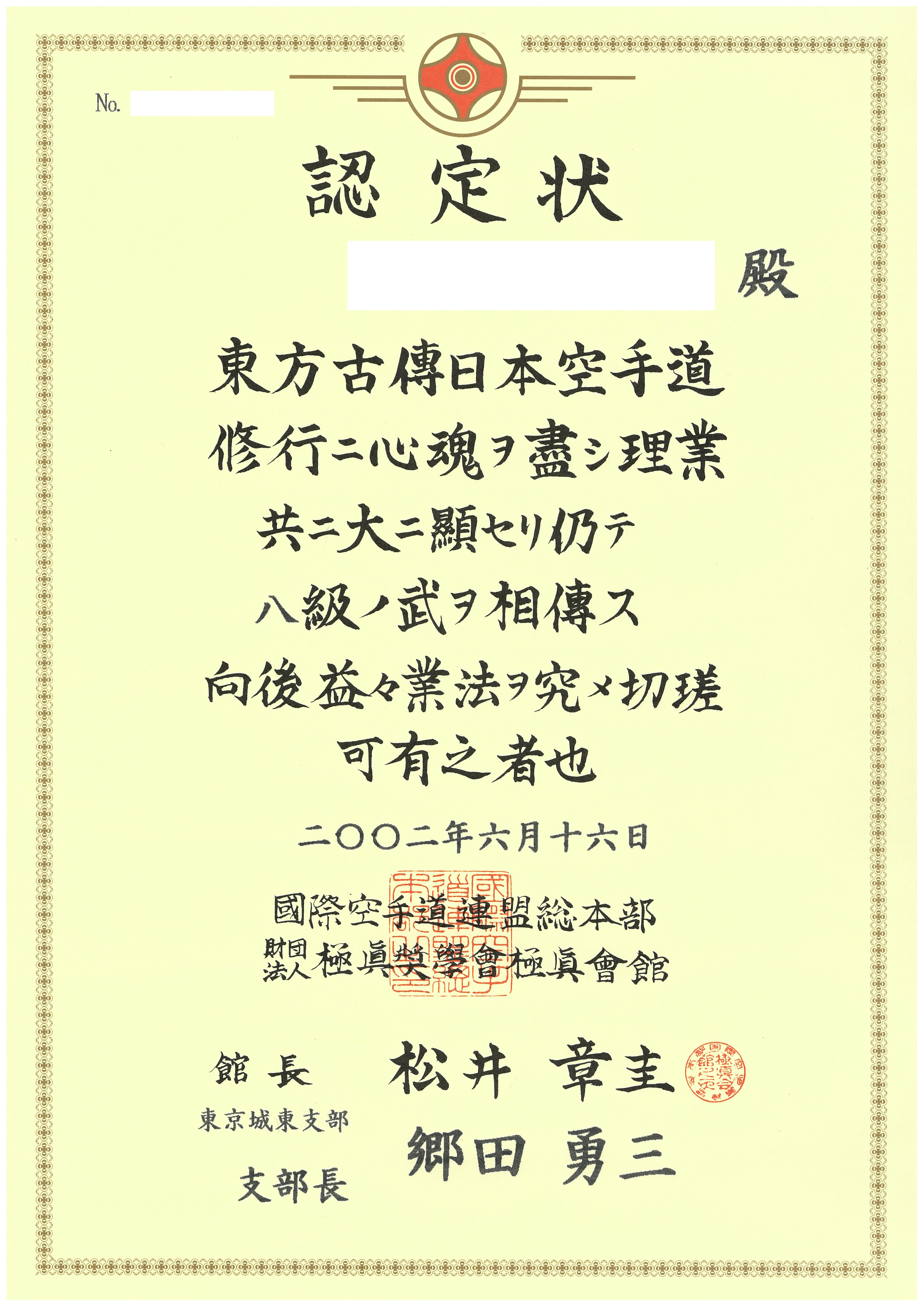
Ett certifikat för 8:e kyū gradering i kyokushinkai karate 2002-06-16

## Tillämpning
Kyūgrader brukar, beroende på kampsport, vara mellan tre och tio till antalet och de räknas "baklänges", det vill säga att 1 kyū representerar den högsta kyūgraden. Vissa kampsporter refererar till kyūns grad på japanska, men vanligare är att ange siffran på respektive språk. Den lägsta kyū före gradering kallas mukyū (無級) eller kyūgai (級外), vilket betyder "ingen grad" respektive "utanför gradering". Det finns även ett japanskt sätt att, på liknande sätt som läget på kroppen,  ange övre nivå med Jōkyū (上級), mellannivå med Chūkyū (中級) och nybörjarnivåer med Shokyū (初級).
Inom japansk kampsport är i många fall varje kyūgrad även associerad med en färg på bälte till träningsdräkten, men inom andra kampsporter, till exempel aikidō, har utövarna vita bälten oavsett kyūgrad. I Sverige utfärdar Svenska Budo- och Kampsportsförbundet rekommendationer angående kyūgrader och bältesfärger, men i slutändan är det de olika stilarna, som beslutar vad som gäller för stilen. I regel motsvarar vitt bälte den lägsta kyūgraden, medan brunt bälte motsvarar den högsta kyūgraden. Flera karateskolor använder exempelvis följande fördelning:
| 9. Kyū (vit) | 8. Kyū (gul) | 7. Kyū (orange) | 6. Kyū (grön) | 5. Kyū (blå) | 4. Kyū (blå) | 3. Kyū (brun) | 2. Kyū (brun) | 1. Kyū (brun) |